# Gentners klaverpeulgalmug
De gentners klaverpeulgalmug (Dasineura gentneri) is een muggensoort uit de familie van de galmuggen (Cecidomyiidae). De wetenschappelijke naam van de soort is voor het eerst geldig gepubliceerd in 1953 door Pritchard.